# Palacio de Miramar (San Sebastián)
El Palacio de Miramar, también denominado Palacio Municipal de Miramar o Palacio Real, es un palacio de estilo inglés situado en la ciudad guipuzcoana de San Sebastián, en España. Fue construido en 1893 por José Goicoa, por encargo de la Casa Real española, con base en un proyecto de 1889 del arquitecto inglés Ralph Selden Wornum. Situado frente a la bahía de La Concha, dispone de una de las más espectaculares vistas de la ciudad.

## Historia
La estrecha relación entre la monarquía española y San Sebastián se remontaba a tiempos de Isabel II, quien, hacia mediados del siglo XIX, comenzó a veranear en la ciudad con el fin de poder bañarse en las aguas del mar Cantábrico. Desde esta época se estableció un vínculo con la ciudad que sería fortalecido por la reina María Cristina, esposa de Alfonso XII, cuando, tras enviudar, trasladó los veraneos de la Corte a San Sebastián, decisión que condicionó de forma definitiva el futuro turístico de la ciudad. Las visitas veraniegas de la familia real requerían de una Real Casa de Campo, que la reina María Cristina encargó al arquitecto inglés Selden Wornum. El emplazamiento escogido para el palacio fue una extensa finca situada frente a la bahía de La Concha en la que desde el siglo XI  había estado ubicado un Santuario y Hospital de peregrinos dedicado a San Sebastián. 
Posteriormente, en el siglo XVI se edificó en ese lugar el Monasterio de Santo Domingo  que fue adquirido por la reina al Conde de Moriana. A esta superficie se le unió otra de propiedad estatal en la que se encontraba la iglesia de El Antiguo, que tuvo que ser trasladada, completándose la extensión de la finca con otras pequeñas propiedades adquiridas. El palacio fue finalizado en 1893, aunque en 1920 se le añadiría un nuevo edificio denominado Pabellón del Príncipe. La construcción del palacio exigió la realización de un falso túnel que posibilitara el paso de los tranvías de la Compañía del Tranvía de San Sebastián y de la carretera, sobre el cual se extienden los jardines del palacio.

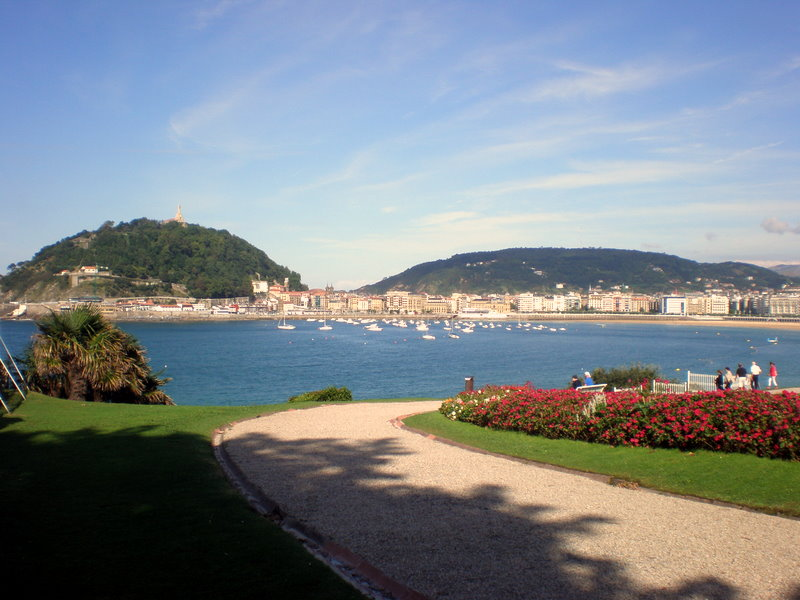
Jardines del Palacio y vistas sobre la Bahía de La Concha.

Tras la muerte de la reina María Cristina en 1929, la finca fue heredada por el rey Alfonso XIII y posteriormente expropiada por el Estado en 1931 con el advenimiento de la Segunda República, pasando a manos del Ayuntamiento de San Sebastián en 1933 con la condición de que sirviera de residencia de verano para el presidente de la República y que parte de sus dependencias fueran empleadas con fines educativos y culturales.
Durante la dictadura franquista, y tras ser devuelto a la Casa Real española, el palacio quedó en manos de los hijos de Alfonso XIII, y principalmente en manos de Juan de Borbón. El condominio sobre el palacio se disolvió en 1958. De esta forma, Don Juan conservó el palacio y su entorno inmediato, separándose una parcela de 1000 m², que fue vendida en 1963. El resto de la finca, separado en dos parcelas de 10 000 y 37 000 m², fue vendido en 1963 a beneficio de los hermanos de Don Juan para la construcción de viviendas. 
Tras el proceso de disolución del condominio, la extensión inicial de más de 80 000 m² de la finca quedó reducida a 34 136 m², siendo adquirida a Don Juan en 1972 por el Ayuntamiento de San Sebastián. De esta forma, el Palacio Real de Miramar pasó a denominarse Palacio Municipal de Miramar.
Actualmente el palacio y sus jardines están abiertos a la ciudadanía en un horario determinado. Es la sede oficial de los Cursos de Verano de la Universidad del País Vasco. Hasta el curso académico 2015-2016, fue la sede del Centro Superior de Música del País Vasco, Musikene.

## Edificio
El palacio de Miramar es de estilo puramente inglés y presenta ciertos elementos decorativos neogóticos. En su interior dispone de ciertas zonas nobles que se mantienen fieles a su configuración original, como el Salón Blanco, el Salón de Música, el Salón de Madera, el Petit Salón, la Biblioteca y el Comedor Real. El resto del palacio ha sido reformado sucesivamente desde su compra por parte del Ayuntamiento, convirtiéndolo en un recinto más funcional aunque algo desvirtuado. Las últimas obras acometidas en el mismo, en 2001, tuvieron como objeto la construcción de aulas para Musikene. Posteriormente, en 2007, se restauró la torre del edificio. 
En cualquier caso, el palacio mantiene su aspecto externo original y es habitual la celebración de ciertas fiestas en sus jardines y zonas nobles, principalmente las del Festival de Cine de San Sebastián.